# Coleophora nigridorsella
Coleophora nigridorsella é uma espécie de mariposa do gênero Coleophora pertencente à família Coleophoridae.